# یواس‌اس تامبور (اس‌اس-۱۹۸)
یواس‌اس تامبور (اس‌اس-۱۹۸) (به انگلیسی: USS Tambor (SS-198)) یک زیردریایی بود که طول آن ۳۰۷ فوت ۲ اینچ (۹۳٫۶۲ متر) بود. این زیردریایی در سال ۱۹۳۹ ساخته شد.